# Agenci T.A.R.C.Z.Y. (sezon 7)
Siódmy sezon amerykańskiego serialu Agenci T.A.R.C.Z.Y. opowiada dalszą historię agentach i sojusznikach organizacji T.A.R.C.Z.A., którzy podróżują w towarzystwie androida LMD ze świadomością Colusona po różnych epokach dziejów T.A.R.C.Z.Y. z przeszłości, aby powstrzymać rasę Chronicomów, którzy chcą zmienić Ziemię w ich nowy dom, Chronikę-3 i wymazać istnienie T.A.R.C.Z.Y. z historii.
Showrunnerami sezonu byli Jed Whedon, Maurissa Tancharoen i Jeffrey Bell. Wyprodukowany został przez ABC Studios, Marvel Television i Mutant Enemy Productions. W głównych rolach wystąpili: Clark Gregg, Ming-Na Wen, Chloe Bennet, Elizabeth Henstridge, Henry Simmons, Natalia Cordova-Buckley i Jeff Ward.
Emisja, składającego się z 13. odcinków sezonu, trwała od 27 maja do 12 sierpnia 2020 roku na antenie amerykańskiej stacji telewizyjnej ABC. W Polsce sezon dostępny jest od 14 czerwca 2022 roku na Disney+. 18 lipca 2019 roku poinformowano, że serial zostanie zakończony po siódmym sezonie.

## Obsada
| - Clark Gregg jako Phil Coulson - Ming-Na Wen jako Melinda May - Chloe Bennet jako Daisy Johnson / Quake - Elizabeth Henstridge jako Jemma Simmons - Henry Simmons jako Mack MacKenzie - Natalia Cordova-Buckley jako Elena „Yo–Yo” Rodriguez - Jeff Ward jako Deke Shaw - Joel Stoffer jako Enoch Coltrane - Tobias Jelinek jako Luke - Darren Barnet i Neal Bledsoe jako Wilfred Malick - Enver Gjokaj jako Daniel Sousa - Tamara Taylor jako Sibyl - Thomas E. Sullivan jako Nathaniel Malick - Dianne Doan jako Kora | - Cameron Palatas jako Gideon Malick - Patrick Warburton jako Rick Stoner - Dichen Lachman jako Jiaying Johnson - Fin Argus jako Gordon - James Paxton jako John Garrett - Iain De Caestecker jako Leo Fitz - Rachele Schank jako Victoria Hand - Briana Venskus jako Piper - Maximilian Osinski jako Davis - Coy Stewart jako Flint |

## Emisja
Emisja, składającego się z 13. odcinków sezonu, trwała od 27 maja do 12 sierpnia 2020 roku na antenie amerykańskiej stacji telewizyjnej ABC. W Polsce został udostępniony 14 czerwca 2022 roku na Disney+.

## Lista odcinków
| №   | Nr | Tytuł                                                                                   | Reżyseria            | Scenariusz                                     | Premiera (ABC)   | Premiera w Polsce (Disney+) |
| --- | -- | --------------------------------------------------------------------------------------- | -------------------- | ---------------------------------------------- | ---------------- | --------------------------- |
| 124 | 1  | Nowy porządek The New Deal                                                              | Kevin Tancharoen     | George Kitson                                  | 27 maja 2020     | 14 czerwca 2022             |
| 125 | 2  | Trzymaj się swego Know Your Onions                                                      | Eric Laneuville      | Craig Titley                                   | 3 czerwca 2020   | 14 czerwca 2022             |
| 126 | 3  | Kosmici przybywają z przyszłości! Alien Commies from the Future!                        | Nina Lopez-Corrado   | Nora Zuckerman Lilla Zuckerman                 | 10 czerwca 2020  | 14 czerwca 2022             |
| 127 | 4  | Poza przeszłością Out of the Past                                                       | Garry Brown          | Mark Leitner                                   | 17 czerwca 2020  | 14 czerwca 2022             |
| 128 | 5  | Pstrąg w mleku A Trout in the Milk                                                      | Stan Brooks          | Iden Baghdadchi                                | 24 czerwca 2020  | 14 czerwca 2022             |
| 129 | 6  | Dostosuj się lub zgiń Adapt or Die                                                      | Aprill Winney        | DJ Doyle                                       | 1 lipca 2020     | 14 czerwca 2022             |
| 130 | 7  | Całkiem doskonałe przygody Macka i D The Totally Excellent Adventures of Mack and The D | Jesse Bochco         | Brent Fletcher                                 | 8 lipca 2020     | 14 czerwca 2022             |
| 131 | 8  | Przed i po After, Before                                                                | Eli Gonda            | James Oliver Sharla Oliver                     | 15 lipca 2020    | 14 czerwca 2022             |
| 132 | 9  | Jak zawsze As I Have Always Been                                                        | Elizabeth Henstridge | Drew Greenberg                                 | 22 lipca 2020    | 14 czerwca 2022             |
| 133 | 10 | Skradzione Stolen                                                                       | Garry Brown          | Mark Linehan Bruner George Kitson Mark Leitner | 29 lipca 2020    | 14 czerwca 2022             |
| 134 | 11 | Całkiem nowy dzień Brand New Day                                                        | Keith Potter         | Christopher Freyer                             | 5 sierpnia 2020  | 14 czerwca 2022             |
| 135 | 12 | Koniec jest bliski The End is at Hand                                                   | Chris Cheramie       | Jeffrey Bell                                   | 12 sierpnia 2020 | 14 czerwca 2022             |
| 136 | 13 | To, o co walczymy What We’re Fighting For                                               | Kevin Tancharoen     | Jed Whedon                                     | 12 sierpnia 2020 | 14 czerwca 2022             |

## Produkcja

### Rozwój projektu
16 listopada tego samego roku został on przedłużony o 7 sezon. 18 lipca 2019 roku poinformowano, że serial zostanie zakończony po tym sezonie.

### Casting
W listopadzie 2018 roku poinformowano, że Ming-Na Wen jako Melinda May, Chloe Bennet jako Daisy Johnson, Elizabeth Henstridge jako Jemma Simmons, Iain De Caestecker jako Leo Fitz, Henry Simmons jako Alphonso „Mack” MacKenzie, Natalia Cordova-Buckley jako Elena „Yo–Yo” Rodriguez i Jeff Ward jako Deke Shaw. Po finale sezonu szóstego potwierdzono, że Clark Gregg zagra ponownie Phila Coulsona, ale tym razem będzie to android Life Model Decoy z jego świadomością.
W kwietniu 2020 roku ujawniono, że Enver Gjokaj powtórzy swoją rolę z serialu Agentka Carter.

### Zdjęcia
Zdjęcia do sezonu rozpoczęły się pod koniec lutego 2019 roku w Culver City w Kalifornii. Kręcenie sezonu zakończono 30 lipca tego samego roku.